# قورباغه گوانگشی
قورباغه گوانگشی (نام علمی: Leptobrachium guangxiense) نام یک گونه از سرده قورباغه‌های بادپای شرقی است.